# کرت شرادر
کرت شرادر (به انگلیسی: Kurt Schrader) نمایندهٔ حوزه انتخابیه پنجم اورگن از حزب دموکرات ایالات متحده آمریکا در مجلس نمایندگان ایالات متحده آمریکا است که برای نخستین‌بار در ۲۷ ژانویه ۲۰۰۹ میلادی به‌عضویت این مجلس درآمد.